# 严忠铎
严忠铎（1915年1月31日—1972年12月26日），男，江苏东台人，祖籍镇江，中华人民共和国电子学家、教育家、翻译家。

## 生平
幼时在私塾接受启蒙教育。1934年江苏省扬州中学毕业，同年以优秀的成绩考入交通大学电机系。1938年毕业，经学校推荐到國民政府國民政府軍事委員會調查統計局工作。1944年抗战胜利前夕，通过考试获得出国留学资格赴美留学。以优异成绩被哈佛大学录取，1946年，获哈佛大学硕士学位。1947年-1950年，在俄亥俄州立大学攻读博士学位，兼做助教。
中华人民共和国成立后，国内急需专业技术人才，在美中国留学生于1949年4月发起成立留美科技工作者协会，为组织中国留学生回国参加建设做准备。作为俄亥俄州分会代表之一，于 1949年6月参加了留美科协在匹兹堡召开全美第一次代表大会。1950年初在建设新中国迫切需要人才的召唤下，严忠铎做好了回国准备。他毅然放弃了正在进行的博士论文答辩和升职俄亥俄州立大学教授优厚的工作待遇，于1950年8月31日乘坐威尔逊总统号邮轮，与130多名在美留学生同行，于1950年9月下旬回国到达上海。是中华人民共和国成立后第一批回国的海外留学生之一。
1950年在回国之后受中国交通大学唐山工学院主任委员唐振绪委托沪江大学物理系主任任朗教授的坚决邀约，任中国交通大学唐山工学院电机系电信组教授，接替蔡长年。1952年教育系统院系调整，调入哈尔滨铁道学院电信工程系。1953年后哈尔滨铁道学院与北京铁道学院合并（现为北京交通大学），遂入北京铁道学院电信系任教。1953年，担任无线电教研室主任。1955年担任电子管教研组组长。
1955年，受聘中国铁道科学研究院中国铁道科学研究院研究员，并当选铁道科学研究院学术委员会委员。1957年，反右运动中划为右派，北京市中级人民法院并以1938年至1944年国共合作期间在国民政府军事委员会调查统计局第四处工务科经历，判处历史反革命罪服刑五年。1962年，刑满释放，但被强制留场（北京团河农场），留场做外文翻译。1969年，北京团河农场改为北京市教育系统五七干校，遗返所有留场人员至家属所在地。回到南京后，正遇上山下乡运动，随同全家下放江苏泗洪县农村，从事农业生产劳动。1972年12月，因病治疗无效逝世。1973年5月国务院有关部门至江苏泗洪县调档查询，欲调京安排工作。但严忠铎已经逝世。1979年北京交通大学对严忠铎错划右派予以改正，恢复三级教授职称。

## 著作
- （苏）维雷伯琉索夫（И.А.Веребюсов）著；严忠铎等译. . 北京: 高等教育出版社. 1956.07.
- （苏）兰茨别尔格（Г.С.Ландсберг）编；严忠铎，周恒涛译. . 北京: 中外书局. 1955.02.
- 严忠铎编著. . 北京: 北京铁道学院. 1956.
- （苏）兰茨别尔格著；严忠铎译. . 北京: 中外书局. 1955.
- （苏）M·月·魏戈茨基著，周恒涛译，许国保、严忠铎合校. . 北京: 上海中外书局. 1955.[11]